# Otlophorus nigritarsus
Otlophorus nigritarsus är en stekelart som först beskrevs av Johann Ludwig Christian Gravenhorst 1829.  Otlophorus nigritarsus ingår i släktet Otlophorus och familjen brokparasitsteklar. Inga underarter finns listade i Catalogue of Life.